# Chinesischer Zopf

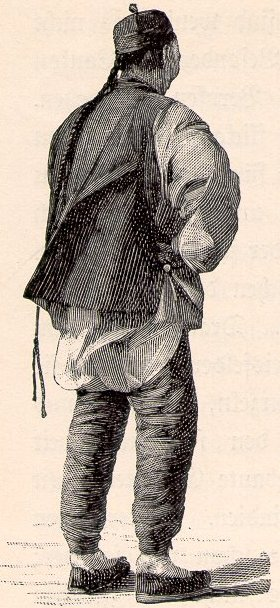
Chinese mit Zopf

Der chinesische Zopf (chinesisch 辮子 / 辫子, Pinyin biànzi, mandschurisch: soncoho) war vom 17. Jahrhundert bis zum Anfang des 20. Jahrhunderts die typische Haartracht der Männer in China. Das Stirnhaar wurde regelmäßig ausrasiert und das restliche Haar wurde lang und oft als geflochtener Zopf getragen. Diese Haartracht wurde den unterworfenen Chinesen von den Mandschu-Herrschern aufgezwungen und geriet mit dem Ende der Kaiserzeit außer Gebrauch.

## Geschichte
Diese Haartracht wurde zu Beginn der Qing-Dynastie eingeführt. Ein vom Regenten Dorgon 1645 erlassenes Gesetz befahl unter Androhung der Todesstrafe, dass jeder Chinese einen Zopf tragen müsse. Doch erst nach 1660 gelang die Durchsetzung des Zopfes in der chinesischen Gesellschaft.
Die Mandschu-Herrscher zwangen den Chinesen im 17. Jahrhundert eine Reihe von Gesetzen (chinesisch 剃髮令 / 剃发令, Pinyin tīfǎlìng) auf, mit denen diese Haartracht durchgesetzt wurde. Traditionell ließen sich die erwachsenen Han-Chinesen ihre Haare nicht schneiden, da dies der von Konfuzius gelehrten Kindespietät widersprochen hätte, der zufolge man den Körper, die Haare und die Haut von den Eltern geerbt habe und folglich nicht beschädigen dürfe:
身体发肤，受之父母，不敢毁伤，孝至始也。

### Ursache
Den Han-chinesischen Männern wurde der typisch mandschurische Zopf aufgezwungen, um zum einen die Unterwerfung unter die Herrschaft der Qing zu demonstrieren und zum anderen, um eine optische Unterscheidung zu den Mandschu unmöglich zu machen. Im Laufe der Jahrhunderte wurde es für Chinesen zur Selbstverständlichkeit, dass Männer Zöpfe tragen, es wurde sogar als vornehm und kultiviert empfunden. Erst als es im 19. Jahrhundert zur Krise des Qing-Staates kam, wurde die Qing-Regierung zunehmend als mandschurische Fremdherrschaft stilisiert und der Zopf von Han-chinesischen Nationalisten als Symbol der Unterdrückung empfunden. Es gehörte zu den ersten Maßnahmen der Revolution von 1911, die Zöpfe abzuschaffen.
Einer der wichtigsten Gefolgsleute des Generals Yuan Shikai war General Zhang Xun, der den Beinamen „Zopfgeneral“ hatte, weil er aus Treue zur Qing-Dynastie seinen Zopf auch während der Republik China behalten hatte.
In Lu Xuns Wahrer Geschichte von A Q heißt es: „Als der Nachtwächter Zhao die Straße herabkam, ohne dass etwas von seinem Kopf herunterbaumelte, riefen die Bauern: ‚Ah, hier kommt ein Revolutionär!“
Singapur war als Zwischenstation von großer Bedeutung für Chinesen, die mit dem Schiff nach Europa reisten. Berichte aus dem 19. Jahrhundert schildern, wie chinesische Studenten auf dem Weg nach Europa in Singapur ihren Zopf abschnitten und bei ihrer Rückkehr auf einem Zwischenhalt einen falschen Zopf (chinesisch 辮連子, Pinyin biànliánzi) aus schwarzer Seide kauften.

### Beschreibung

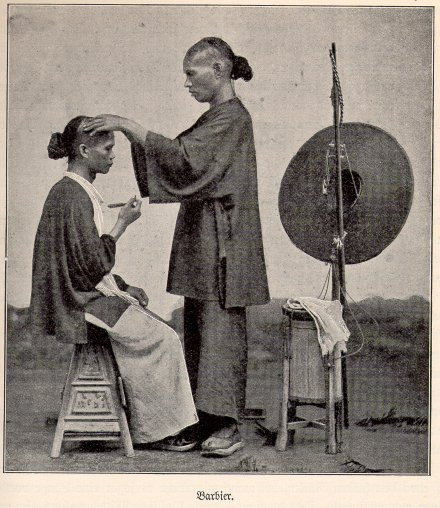
Chinesischer Barbier im 19. Jahrhundert

Albert Henry Rasmussen und Willi Rickmer Rickmers schreiben in ihrem Chinabericht „Als die Zöpfe fielen“:

„Der durchschnittliche Kuli, Schiffer oder Bauer war ein zugänglicher Geselle. Diese Leute waren sittenrein und gesund. Mit Vergnügen beobachtete ich sie auf den Friseurstühlen am Ufer, wo man ihnen das Haar rund um den Zopf abschor. Der Zopf saß in der Mitte des Schädels, alles übrige musste täglich rasiert werden. Nur bei Trauer unterblieb das eine Zeitlang. Die tägliche, mit Muskelkneten und Ohrenbohren verbundene Rasierpause erzeugte offensichtlich Wohlbehagen und Zufriedenheit. Sie bewies auch, dass diese Menschen regelmäßige Arbeit hatten und sich das unglaublich billige Vergnügen leisten durften. Der übrige Teil des Leibes kam selten mit Wasser und Seife in Berührung. Trotzdem sahen sie gut aus, wenn sie aufstanden und stramm einher schritten mit dem gut gepflegten Zopf, dessen Ende eine schwarze Seidenquaste zierte.
Um die Enden der Pumphosen schlangen sich nette schwarzseidne Knöchelbänder. Ich fand es merkwürdig, dass die Chinesen so viel auf Zopf und Knöchelband gaben, die ihnen ursprünglich von den erobernden Mandschus als Zeichen der Unterwerfung aufgedrungen worden waren. Im Laufe der Zeit gewinnen solche Sinnbilder oft die gegenteilige Bedeutung, und man ist stolz auf sie.“

## Redewendungen
- 盤辮子 / 盘辫子,  pánbiànzi – „den Zopf um den Kopf wickeln“
- 柈辮子 / 柈辫子,  pánbiànzi – „den Zopf um den Kopf wickeln“
- 䯰,  jiè – „eine Haarnadel verwenden, um das Haar zu stylen“
- 抓辮子 / 抓辫子,  zhuābiànzi – „jemandes Fehler ausnutzen“
- 割辮 / 割辫,  gēbiàn – „Zopf abschneiden“
- 繚辮 / 缭辫,  liáobiàn – „den Zopf um den Kopf winden; den Zopf unten zuschnüren“[3]